# USS Maddox (DD-731)
El USS Maddox (DD-731) de la Armada de los Estados Unidos fue un destructor de la clase Allen M. Sumner, nombrado en honor al capitán William A. Maddox del Cuerpo de Marines. Fue construido por Bath Iron Works de Bath, Maine; colocándose la quilla el 28 de octubre de 1943 y botado el 19 de marzo de 1944, siendo la madrina la señora de Harry H. Wilhoit, nieta del capitán Maddox y dado de alta el 2 de junio de 1944.
Junto al USS Turner Joy, protagonizó el incidente del golfo de Tonkín de 1964 durante la Guerra de Vietnam.
Fue transferido a la marina de guerra de la República de China (Taiwán) como ROCS Po Yang (DD-10) sirviendo en este país de 1973 a 1985. Tras su baja fue finalmente desguazado.

## Operaciones
El Maddox controlaba los barcos de la Fuerza de despliegue Rápido durante las incursiones contra objetivos enemigos en el Pacífico occidental, donde un avión japonés kamikaze impacto contra él en aguas de Formosa, el 21 de enero de 1945. También cubrió el desembarco anfibio en Okinawa, operó con la Séptima Flota en apoyo de las fuerzas de Naciones Unidas durante la guerra de Corea, y las operaciones a lo largo de la costa occidental y en aguas de Hawái, con despliegues regulares en el Pacífico occidental, con la Séptima Flota. En un primer momento escoltó a grupos de portaaviones rápidos en el Mar de Japón y el Mar de China Oriental, se dirigió hacia el sur 18 de mayo y realizó patrullas en las costas de Vietnam del Sur.

## Incidente del golfo de Tonkín

### Primer ataque
El 31 de julio de 1964 se inició la primera etapa de una patrulla en el Golfo de Tonkín; aguas que Vietnam reclamaba como de su soberanía, pero que Estados Unidos rechazaba. Inicialmente, una patrulla de rutina, se convirtió en una acción defensiva con repercusiones mundiales. El 2 de agosto, el Maddox, de crucero en aguas internacionales a 28 millas de la costa de Vietnam del Norte, fue interceptado por tres lanchas patrulleras de Vietnam del Norte. Las lanchas patrulleras, que estaban armados con torpedos, se acercaron a altas velocidades desde varios kilómetros de distancia. El comandante del Maddox, el capitán John J. Herrick, ordenó a la tripulación del buque disparar a las lanchas patrulleras si se acercaban a menos de 10 000 metros. Cuando lo hicieron, los marinos norteamericanos dispararon tres disparos de advertencia a los barcos de Vietnam del Norte. Las lanchas patrulleras estuvieron a 5000 metros, y dos de ellos lanzaron los torpedos hacia el Maddox. La nave alteró su rumbo para evitar los torpedos, que pasaron por el lado de estribor. En represalia, el Maddox disparó contra los tres barcos de Vietnam del Norte con sus cinco baterías, las lanchas patrulleras respondieron con disparos de sus ametralladoras. Cuatro aviones del portaaviones USS Ticonderoga, llegaron al lugar, atacando a las tres lanchas patrulleras. La combinación de fuego del Maddox y los aviones dañaron gravemente los tres barcos y les obligaron a retirarse a las bases de la que procedían. Varios norvietnamitas fueron heridos, y cuatro murieron. Ningún estadounidense resultó herido y el Maddox no sufrió daños graves, uno de los cuatro aviones sufrió daños en el ala, pero no de fuego enemigo.

### Segundo Ataque
El 4 de agosto, el Maddox y el USS Turner Joy, realizaron otra patrulla con el fin de "mostrar la bandera". Esta vez sus órdenes indicaron que los barcos se fueran a patrullar a no más de 11 millas (18 km) de la costa de Vietnam del Norte. Durante la noche y la madrugada hubo mal tiempo y mar gruesa, y los destructores recibido señales de radar, sonar, y radio que creían parte de otro ataque de la marina de Vietnam del Norte. Durante dos horas los barcos dispararon contra objetivos de radar maniobrando con fuerza en medio de informes electrónicos y visuales de los enemigos. A las 01:27h, hora de Washington, Herrick envió un cable en la que admitió que el ataque no pudo haber sucedido y que puede que en realidad no haya habido embarcaciones vietnamitas en la zona:
U«n examen más minucioso de la acción hace que muchos de los contactos notificados y torpedos disparados parezcan dudosos. Efectos meteorológicos excepcionales en el radar y sonar además de hombres demasiado ansiosos dieron dar cuenta de muchos informes. No hay avistamientos reales ni visuales por el Maddox. Sugiero evaluación completa antes de que se adopten nuevas medidas»
Desde entonces, numerosos testimonios han apoyado la teoría de que no existió el ataque del 4 de agosto, incluido el comandante militar de Vietnam del Norte Vo Nguyen Giap, quien en 1995 admitió el ataque del 2 de agosto, pero afirmó que el ataque del 4 de agosto nunca ocurrió.

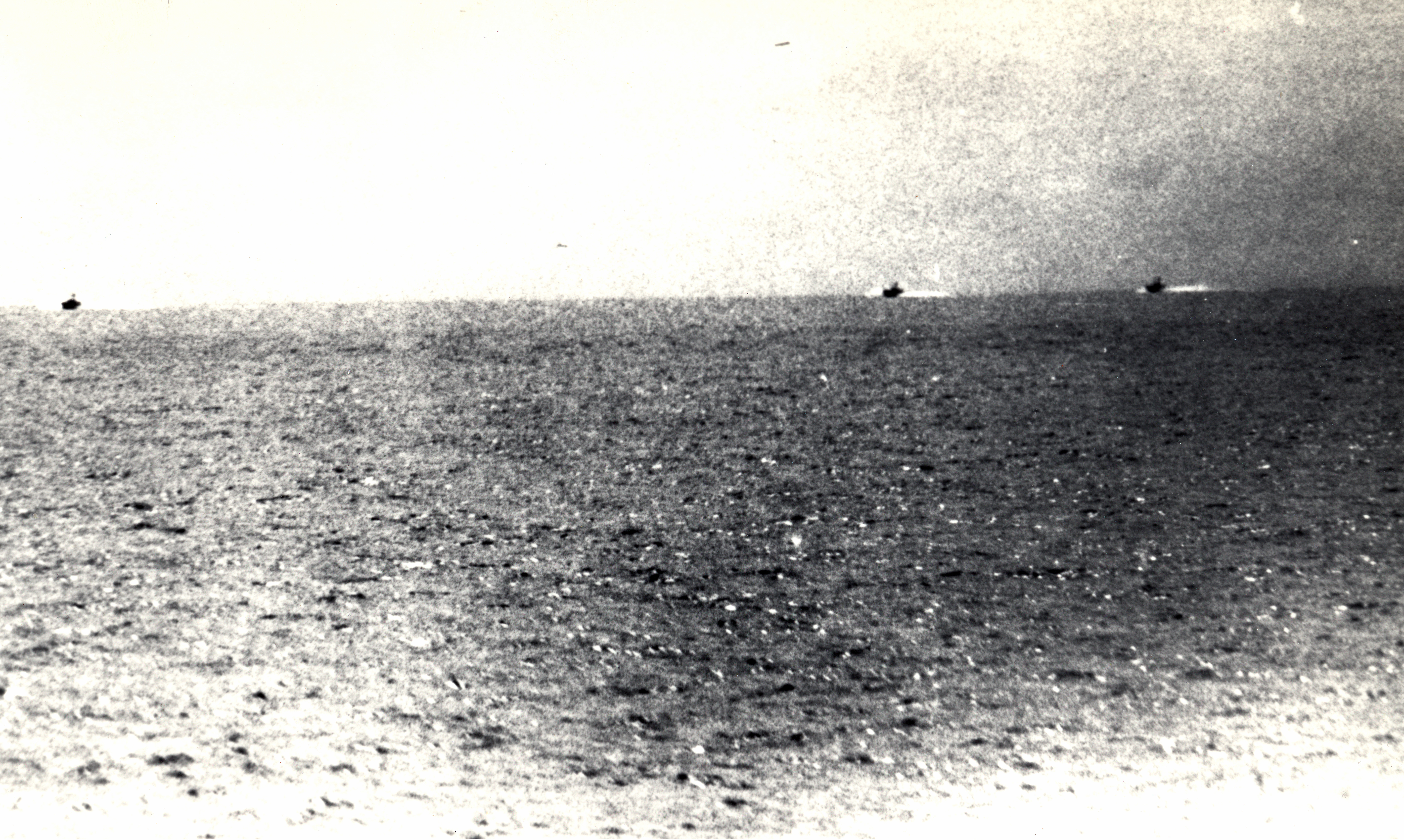
Foto del USS Maddox el 2 de agosto de 1964, que muestra barcos de patrulla norvietnamitas en el Golfo de Tonkín.

## Casus belli
El presidente Lyndon B. Johnson en respuesta a estas agresiones convoca al congreso el 7 de agosto para pedir apoyo total para una intervención más directa del gobierno en la guerra como represalia por los ataques del gobierno de Hanói, el Congreso da su apoyo al Presidente en una votación y autoriza el incremento de los bombardeos sobre el norte, así como el incremento de las fuerzas americanas en la guerra; denominándose Resolución del Golfo de Tonkin. Hoy en día todavía se duda de la autenticidad del ataque al Maddox, no en su ataque mismo, sino que aunque el primer ataque si se realizó este podría ser una trama de la CIA para buscar una excusa para poder involucrar al gobierno en la guerra
Documentos recientemente desclasificados proporcionaron todavía más pruebas de que el gobierno de Johnson fingió el incidente del Golfo de Tonkin para intensificar la Guerra de Vietnam. Un informe de la Agencia de Seguridad Nacional (NSA, por sus siglas en inglés) concluye: esa noche no ocurrió ningún ataque.

## Guerra de Vietnam

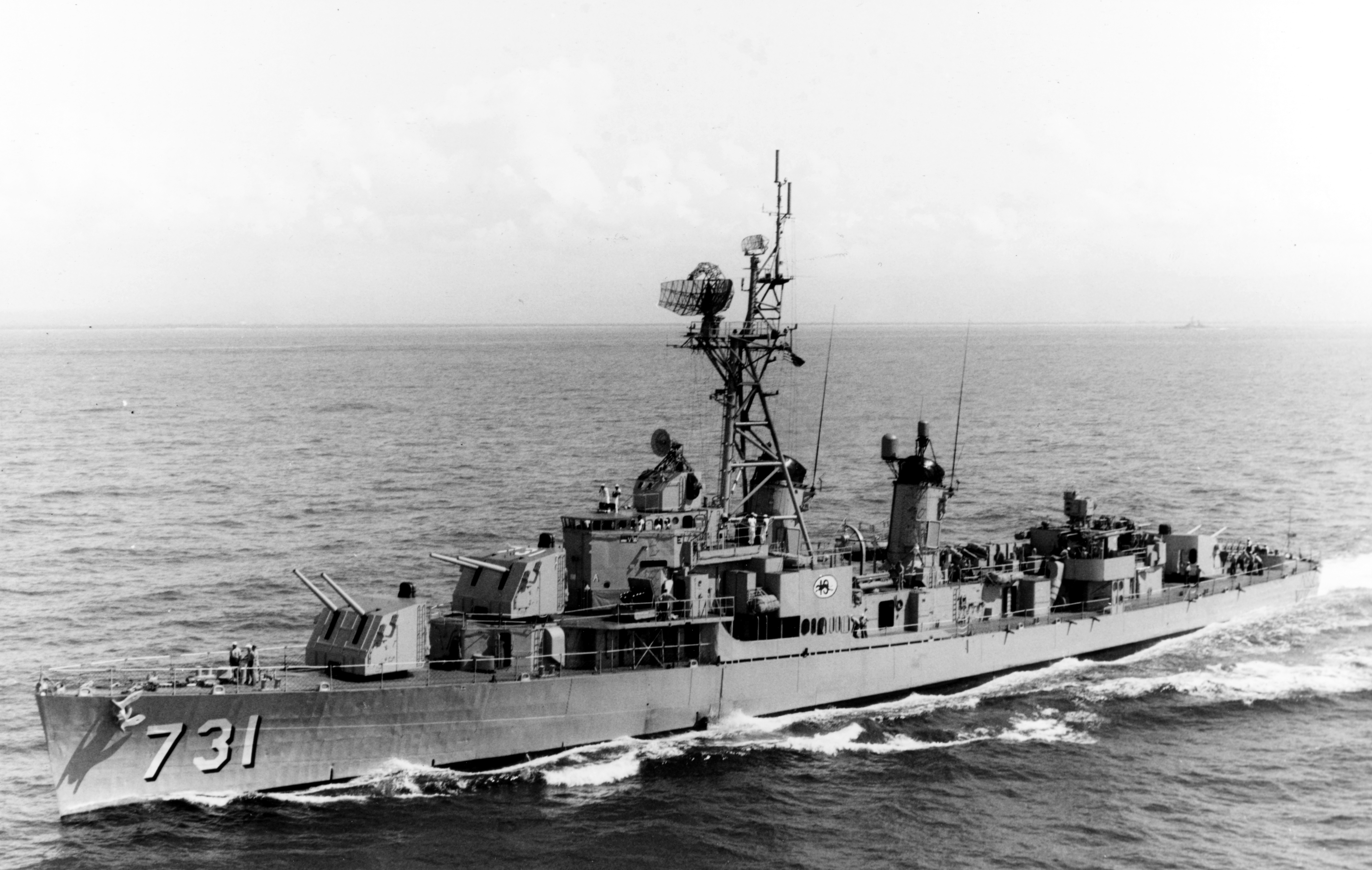
El destructor USS Maddox operando a las afueras de Oahu, Hawái, 21 de marzo de 1964. Nótese que el barco fue recientemente actualizado con un radar aéreo SPS-40.

Después de la llegada a Long Beach, el Maddox se mantuvo en una licencia y en reparaciones hasta los ejercicios de entrenamiento a mediados de enero de 1965, preparándose para su siguiente despliegue. Partió de Long Beach el 10 de julio y comenzó a operar con los portaaviones rápidos en el Golfo de Tonkin en agosto. En los siguientes 4 meses, el Maddox alterno las escoltas con las misiones de apoyo de fuego de la costa de Vietnam del Sur. A finales de noviembre navegó rumbo a casa, llegando a Long Beach 16 de diciembre.
Después de realizar ejercicios de mantenimiento frente a la costa de California, en 1966 estuvo comprometido en un viaje de entrenamiento de cadetes, que incluyó una visita a Pearl Harbor. El Maddox partió de California 20 de noviembre para otro despliegue con la Séptima flota, navegando desde Pearl Harbor, Midway, Guam, y Taiwán.
Después de una exitosa gira que consiste principalmente en proporcionar fuego de apoyo, interrumpida por una visita a Singapur y el cruce del Ecuador, el 8 de febrero de 1967, el Maddox partió desde Subic Bay, Islas Filipinas, hacía su puerto base, con paradas en Australia, Nueva Zelanda, y Pearl Harbor. Llegó a Long Beach, el 7 de junio de 1967, el 13 de octubre, atracó en el astillero naval de Long Beach para una revisión y una serie de reparaciones. Se mantuvo en revisión hasta febrero de 1968. Después de completar la revisión, el Maddox una vez más fue desplegado en el Lejano Oriente en julio de 1968, regresando en diciembre de 1968 a su puerto de origen, Long Beach, para revisión y mantenimiento. El Maddox fue dado de baja en 1969 y asignado a la Reserva de la Fuerza Naval. Fue eliminado del registro naval de 2 de julio de 1972. El 6 de julio de 1972 se trasladó a Taiwán y renombrado ROCS Po Yang (DD-10), siendo posteriormente reclasificado como DDG-910. El buque fue desguazado en 1985.
El Maddox recibió cuatro estrellas de combate por el servicio de la Segunda Guerra Mundial, y seis por el servicio de Corea.